# 9818 Eurymachos
A 9818 Eurymachos (ideiglenes jelöléssel 6591 P-L) egy kisbolygó a Naprendszerben. Cornelis Johannes van Houten, Ingrid van Houten-Groeneveld és Tom Gehrels fedezte fel 1960. szeptember 24-én.